# Şehzade Kasım
Şehzade Kasım ( turco otomano : شهزاده قاسم  Estambul, c. 1614 - Estambul, 17 de febrero de 1638) fue un príncipe otomano, hijo del sultán Ahmed I y de su consorte, Kösem Sultan. Era hermano de Murad IV e Ibrahim, y medio hermano de Osman II. 

## Vida
Şehzade Kasım nació en 1614 en el Palacio Topkapı de Ahmed I y Kösem Sultan, como posible tercer hijo de la pareja y como el sexto heredero masculino de su padre. Tras la temprana muerte de su padre el sultán, en 1617, él de tan solo 3 años de edad, fue desterrado y exiliado junto con su madre y sus hermanos, al Palacio Viejo (Eski Sarayı).
Después de la ascensión al trono de Murad en 1623, Kasım fue confinado en Kafes, que era la parte del harén imperial donde los posibles sucesores del trono eran mantenidos bajo arresto domiciliario y vigilancia constante por parte de los eunucos del palacio. en ese entonces Kasım contaba con 8 a 9 años de edad y posiblemente estaba al cuidado de sus hermanos mayores o de un tutor.

## Esfuerzos para salvar a Ibrahim de la ejecución
Según el historiador turco Necdet Sakaoğlu, durante el caótico reinado de Murad IV, Kasım escondió y protegió a su hermano menor, Ibrahim; de naturaleza más débil, en partes secretas del palacio, tratando de no atraer la atención de Murad hacia él, especialmente después de 1635, cuando Şehzade Süleyman , Şehzade Selim y Şehzade Bayezid fueron ejecutados durante las celebraciones por la Victoria de Ereván. Esto convirtió a Kasim en heredero del trono otomano.

## Muerte
Durante las celebraciones de la victoria otomana en Erivan en 1635, sus hermanos Bayezid, Selim y Süleyman fueron ejecutados, dejando a Kasım como heredero del trono otomano. Pero ante estas acciones Kasım quedó con temor y miedo a lo que le pudiese hacer su hermano en un futuro.
El 17 de febrero de 1638, Kasım estaba aterrorizado de despertar cualquier sospecha de que tenía planes para el trono. Así fue todo humildad cuando se presentó ante Murad para presentarle sus respetos y desearle éxito en su expedición para reconquistar Bagdad. Murad aceptó los deseos de Kasım y luego, ese mismo día, Murad ordenó su ejecución. Kasım falleció injustamente, ya que no hay pruebas acertadas de que el conspirara contra Murad. El joven príncipe tan solo contaba con 23 o 24 años en el momento de su ejecución.
Después de su ejecución el joven príncipe fue enterrado en el türbe de Murad III, en la mezquita Hagia Sofía.
La ejecución de Kasim fue el último caso de fratricidio en la dinastía otomana, tras lo cual la Ley de Fraticidio cayó en desuso y fue sustituida definitivamente por la antigüedad agnaticia como ley de sucesión, después de este suceso el trono ya no era dado de padre a hijo, si no que pasaba al príncipe mayor.

## En la cultura popular
En la serie de televisión Muhteşem Yüzyıl: Kösem, Kasım es interpretado por el actor turco Doğaç Yıldız.